# Multivitellina idaloensis
Multivitellina idaloensis är en plattmaskart. Multivitellina idaloensis ingår i släktet Multivitellina och familjen Allocreadiidae. Inga underarter finns listade i Catalogue of Life.